# 1067 км (зупинний пункт)
1067 кіломе́тр — пасажирська зупинна залізнична платформа Донецької дирекції Донецької залізниці. Розташована між с-щами Грозне та Савелівка, Бахмутський район, Донецької області на лінії Вуглегірськ — Дебальцеве між станціями Вуглегірськ (3 км) та Булавин (5 км).
Через військову агресію Росії на сході Україні транспортне сполучення припинене, водночас керівництво так званих ДНР та ЛНР заявляло про запуск електропоїзда сполученням Луганськ — Ясинувата, що підтверджує сайт Яндекс.